# Клес Банг
Клейз Ка́спер Бенг (дан. Claes Kasper Bang; нар. 28 квітня 1967, Оденсе, Південна Данія) — данський актор театру, кіно і телебачення, музикант. Лауреат премії Європейської кіноакадемії 2017 року в категорії «Найкращий європейський актор» за роль у фільмі «Квадрат» .

## Біографія
Клейз Бенг закінчив в 1996 році Данську національну школу виконавських мистецтв, після чого декілька років пропрацював на театральній сцені, потім почав зніматися в кіно й на телебаченні. Паралельно з акторською діяльністю, Клейз Бенг займається музикою.
У 2017 році на екрани вийшов драматичний фільм Рубена Естлунда «Квадрат», в якому Банг зіграв головну роль Крістіана у партнерстві з Елізабет Мосс, Домініком Вестом, Террі Нотарі та ін. Фільм здобув «Золоту пальмову гілку» 70-го Каннського міжнародного кінофестивалю 2017 року. У грудні цього ж року Клейз Бенг був відзначений за роль у цьому фільмі премією Європейської кіноакадемії як найкращий європейський актор.

## Особисте життя
У 2010 році Клейз Бенг одружився з акторкою Ліз Луї-Єнсен.

## Фільмографія
| Рік       |    | Українська назва                     | Оригінальна назва                | Роль                  |
| --------- | -- | ------------------------------------ | -------------------------------- | --------------------- |
| 1987—2013 | с  | Сільський лікар                      | Der Landarzt                     | Йорн                  |
| 1996—2000 | с  | Мадсен і компанія                    | Madsen og Co.                    | Генрік                |
| 1997      | с  | Берегова охорона                     | Küstenwache                      | Томас Йоргенсен       |
| 1997—1999 | с  | Такса                                | Taxa                             | Крістіан, детектив    |
| 1998      | ф  | На наш манір                         | Når mor kommer hjem...           | поліцейський          |
| 1999      | ф  | Під поверхнею                        | Under overfladen                 | Єспер                 |
| 2000—2004 | с  | Спецпідрозділ                        | Rejseholdet                      | Віллі                 |
| 2002—2003 | с  | Микола і Юлія                        | Nikolaj og Julie                 | Кевін                 |
| 2003      | с  | СОКО Кельн                           | SOKO Köln                        | Єнс Енсен             |
| 2004      | с  | СОКО Вісмар                          | SOKO Wismar                      | Урмас Саві            |
| 2005      | ф  | Нюнне                                | Nynne                            | Генрік                |
| 2005      | ф  | Батько чотирьох: Ніколи не здаватися | Far til fire gi'r aldrig op      | викладач фізкультури  |
| 2006      | ф  | Мило                                 | En soap                          | Другий чоловік        |
| 2007      | с  | Екстрений виклик: Околиця порту      | Notruf Hafenkante                | Гольгер Людер         |
| 2007—2008 | с  | Макс                                 | Max                              | Клейз Бенг, актор     |
| 2007—2009 | с  | Щастя 2900                           | 2900 Happiness                   | бургомістр Ганс Голм  |
| 2008      | ф  | Сині чоловічки                       | Blå mænd                         | Ларс                  |
| 2008      | кф | Створи мій день                      | Make My Day                      | лікар                 |
| 2010—2013 | с  | Уряд                                 | Borgen                           | Tore Gudme            |
| 2011      | ф  | Дитя джунглів                        | Dschungelkind                    | Герб                  |
| 2011      | с  | Міст                                 | Bron/Broen                       | Клаудіо               |
| 2012      | ф  | Парк Роуд. Фільм                     | Lærkevej — til døden os skiller  | Пер                   |
| 2012—2016 | с  | Дікте Свендсен                       | Dicte                            | Арне Бей              |
| 2013      | кф | Для життя                            | For livet                        | батько                |
| 2014      | ф  | Юна Софі Белл                        | Unga Sophie Bell                 | Клаус                 |
| 2014      | тф | Все під ялинками                     | Alle unter eine Tanne            | Міша                  |
| 2016      | с  | Зібель і Макс                        | Sibel & Max                      | доктор Тобіас Ольсен  |
| 2015      | ф  | Виправлено Раффі                     | Rettet Raffi!                    | Генрі Візе            |
| 2015      | тф | Виживання на межі розлучення         | Überleben an der Scheidungsfront | Ларс Кнудсен          |
| 2017      | ф  | Квадрат                              | The Square                       | Крістіан              |
| 2017      | кф |                                      | Hotel Boy                        | Стефан                |
| 2018      | ф  | Дівчина у павутинні                  | The Girl in the Spider's Web     | Ян Холтсер            |
| 2019      | ф  |                                      | The Glass Room                   | Віктор                |
| 2019      | ф  | Підгоріла помаранчева гересь         | The Burnt Orange Heresy          | Джеймс Фігерас        |
| 2019      | ф  |                                      | The Last Vermeer                 | капітан Джозеф Піллер |
| 2020      | ф  |                                      | The Bay of Silence               | Уілл Уолш             |
| 2020      | с  | Дракула                              | Dracula                          | Граф Дракула          |
| 2021      | ф  |                                      | Locked Down                      | Ессьєн                |
| 2022      | ф  | Варяг                                | The Northman                     | Фенґ                  |
| 2024      | с  | Новий образ                          | The New Look                     | Ганс фон Дінкладж     |

## Визнання
| Нагороди та номінації Клейза Бенга | Нагороди та номінації Клейза Бенга | Нагороди та номінації Клейза Бенга | Нагороди та номінації Клейза Бенга |
| Рік/Дата заходу                    | Категорія                          | Фільм                              | Результат                          |
| ---------------------------------- | ---------------------------------- | ---------------------------------- | ---------------------------------- |
| Премія Європейської кіноакадемії   |                                    |                                    |                                    |
| 9 грудня 2017                      | Найкращий актор                    | Квадрат                            | Перемога                           |